# Lorenzo Magnani
Lorenzo Magnani (Sannazzaro de' Burgondi, 14 luglio 1952) è un filosofo italiano.

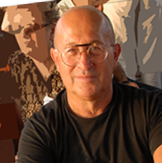

Professore ordinario di Filosofia della scienza presso la Sezione di Filosofia del Dipartimento di Studi Umanistici dell'Università di Pavia, e direttore del Computational Philosophy Laboratory.

## Attività scientifica
Dedicatosi allo studio della storia e della filosofia della geometria fin dagli studi universitari, i suoi interessi si sono poi rivolti all'analisi della tradizione neopositivista e postpositivista. Si è poi dedicato al tema della scoperta scientifica e del ragionamento creativo: soggiorni in USA presso la Carnegie Mellon University (1992) prima e poi presso la McGill University (1992, 1993) hanno favorito l'approfondimento di alcune tematiche riguardanti il ragionamento diagnostico in medicina in collegamento con il problema dell'abduzione, presto diventato fondamentale nella sua ricerca. A partire dal 1993, inizialmente in collaborazione con Nancy J. Nersessian e Paul Thagard, e grazie a soggiorni ed attività di insegnamento presso il Georgia Institute of Technology (1993, 1995, 1998-2001) di Atlanta e la University of Waterloo in Canada (1993) la sua attenzione si è anche indirizzata verso il cosiddetto model-based reasoning. Con Nancy J. Nersessain e Paul Thagard è stato fondatore coorganizzatore, a partire dal 1998, di una serie di conferenze sul Model-Based Reasoning (MBR). L'attività di Weissman Distinguished visiting professor presso il Baruch College della City University of New York ha favorito l'attenzione per i problemi di filosofia della tecnologia e di etica, recentemente rivolti anche al tema trascurato in filosofia dell'analisi della violenza.
I suoi interessi di ricerca includono dunque la filosofia della scienza, la logica, le scienze cognitive, l'intelligenza artificiale e la filosofia della medicina, nonché i rapporti fra etica e tecnologia e tra etica e violenza. Ha contribuito a diffondere a livello internazionale il problema dell'abduzione con il suo primo libro sul tema dal titolo Abduction in Reason and Science. La sua ricerca storico-scientifica ha riguardato principalmente la geometria e la filosofia della geometria del XIX e XX secolo. È stato (2006-2012) visiting professor presso la Sun Yat-sen University in Cina. Ha diretto e dirige vari programmi di ricerca accademici internazionali in collaborazione con USA,  EU, e Cina.
L'Università Ştefan cel Mare di Suceava, Romania ha conferito a Lorenzo Magnani la Laurea honoris causa Lorenzo Magnani dirige la Collana di Libri SAPERE - Studies in Applied Philosophy, Epistemology and Rational Ethics, Springer Science+Business Media.. Citazioni e giudizi critici sul suo lavoro sono riportati dalla  Stanford Enciclopedia of Philosophy. alle voci: Models in Science, Scientific Discovery,  Information Technology and Moral Values. Nel 2015 è stato nominato membro della International Academy for the Philosophy of the Sciences (AIPS).

## Opere (elenco parziale)

### In italiano
- Geometrie non euclidee (1978) (antologia di testi classici)
- In nome dell'architetture (con altri autori) (1987)
- Epistemologia Applicata (1991)
- Filosofia e geometria (1991)
- Manuale di logica. Logica classica e del senso comune (co-autore R. Gennari) (1997), nuova edizione a cura di R. Dossena (2022)
- Introduzione alla filosofia computazionale (1997)
- Conoscenza come dovere. Moralità distribuita in un mondo tecnologico (2006)
- Rispettare le persone come cose (2013)
- Filosofia della violenza (2012), seconda edizione (2022)
- Rispetta gli altri come cose (2013);
- Introduzione alla "New Logic". Logica, Filosofia, Cognizione (curatela, con altri autori) (2013)

### In inglese
Monografie
- Abduction, Reason, and Science. Processes of Discovery and Explanation (Kluwer Academic/Plenum Publishers, New York, 2001). Edizione cinese [意] 洛伦佐•玛格纳尼 / 著；李大超，任远 / 译，《溯因、理由与科学——发现和解释的过程》，中国广州：广东人民出版社2006年, 2006;[8];
- Philosophy and Geometry. Theoretical and Historical Issues (Kluwer, Dordrecht, 2001);[9]
- Morality in a Technological World. Knowledge as a Duty (Cambridge University Press, Cambridge, 2007) sviluppa una teoria filosofica dei rapporti fra tecnologia ed etica in una prospettiva naturalistica e cognitiva.[10]
- Abductive Cognition. The Epistemological and Eco-Cognitive Dimensions of Hypothetical Reasoning (Springer Science+Business Media, Heidelberg/Berlin, 2009);[11]
- Understanding Violence. The Intertwining of Morality, Religion, and Violence: A Philosophical Stance (Springer Science+Business Media, Heidelberg/Berlin, 2011).[12]
- The Abductive Structure of Scientific Creativity. An Essay on the Ecology of Cognition (Springer Science+Business Media, Cham, Switzerland, 2017).[13]
- Eco-Cognitive Computationalism. Cognitive Domestication of Ignorant Entities (Springer Science+Business Media, Cham, Switzerland, 2022).[14]
- Discoverability. The Urgent Need of an Ecology of Human Creativity (Springer Science+Business Media, Cham, Switzerland, 2022).[15]

Handbooks
- L. Magnani (editor-in-chief) (2023) Handbook of Abductive Cognition, Springer, Cham, Switzerland.[16]
- L. Magnani and T. Bertolotti (eds.) (2017) Springer Handbook of Model-Based Science, Springer, Heidelberg/Berlin.[17]

Curatele di opere collettive
- S. Arfini and L. Magnani (eds.) (2022), Embodied, Extended, Ignorant Minds: New Studies on the Nature of Not-Knowing, Springer, Cham Switzerland, Synthese Books.[18]
- A. Nepomuceno, L. Magnani, F. Salguero, C. Barés and M. Fontaine (eds.) (2019), Model-Based Reasoning in Science and Technology. Inferential Models for Logic, Language, Cognition and Computation, Springer, Cham, Switzerland.[19]
- L. Magnani and C. Casadio (eds.) (2016), Model-Based Reasoning in Science and Technology. Logical, Epistemological, and Cognitive Issues, Springer, Heidelberg/Berlin Series “Sapere”.[20]
- L. Magnani, P. Li, and W. Park (eds.) (2015) Philosophy and Cognitive Science II. Western & Eastern Studies, Series “Sapere", Springer, Heidelberg/Berlin.[21]
- L. Magnani, (ed.) (2013) Model-Based Reasoning in Science and Technology. Theoretical and Cognitive Issues, Series “Sapere", Springer, Heidelberg/Berlin.[22]
- L. Magnani, (ed.) (2013) Introduction to the New Logic, Il Melangolo, Genoa (in Italian).[23]
- L. Magnani and P. Li, (eds.) (2012) Philosophy and Cognitive Science. Western & Eastern Studies, Series “Sapere", Springer, Heidelberg/Berlin.[24]
- L. Magnani, W. Carnielli, C. Pizzi (eds.) (2010) Model-Based Reasoning in Science and Technology. Abduction, Logic, and Computational Discovery, Series “Studies in Computational Intelligence”, Vol. 314, Springer, Heidelberg/Berlin.[25]
- S. Iwata, Y. Oshawa, S. Tsumoto, N. Zhong, Y. Shi, and L. Magnani (eds.) (2008). Communications and Discoveries from Multidisciplinary Data, Series “Studies in Computational Intelligence”, Springer, Berlin/New York.[26]
- L. Magnani and P. Li (eds.) (2007), Model-Based Reasoning in Science, Technology, and Medicine, Series “Studies in Computational Intelligence”, Vol. 64, Springer, Berlin/New York.[27]
- L. Magnani and P. Li (eds.) (2006), Philosophical Investigations from a Perspective of Cognition, Guangdong People’s Publishing House, Guangzhou, (published in Chinese: [意] 洛伦佐•玛格纳尼、李平主编，《认知视野中的哲学探究》，中国广州：广东人民出版社2006年).
- L. Magnani (2006) (ed.), Model-Based Reasoning in Science and Engineering. Cognitive Science, Epistemology, Logic, College Publications, London.[28]
- L. Magnani (ed.) (2006), Computing and Philosophy, Associated International Academic Publishers, Pavia.
- L. Magnani and R. Dossena (eds.) (2005), Computing, Philosophy and Cognition, College Publications, London.[29]
- L. Magnani and N. J. Nersessian (eds.) (2002), Model-Based Reasoning. Scientific Discovery, Technological Innovation, Values, Kluwer Academic/Plenum Publishers, New York.[30]
- L. Magnani, N. J. Nersessian, and C. Pizzi (eds.) (2002), Logical and Computational Aspects of Model-Based Reasoning, Kluwer Academic, Dordrecht.[31]
- L. Magnani, N. J. Nersessian, and P. Thagard (eds.) (1999), Model-Based Reasoning in Scientific Discovery, Kluwer Academic/Plenum Publishers, New York,[32] (Chinese edition, translated and edited by Qiming Yu and Tianen Wang, China Science and Technology Press, Beijing, 2001: 《科学发现中的模型化推理》，于祺明、王天思主译，中国北京：中国科学技术出版社2001年),[33]
- L. Magnani and R. Dossena (eds.) (2004), Felix Klein: the Erlangen Program, Pristem/Storia, Springer, Milan (in Italian).[34]

Direttore di collanaSAPERE - Studies in Applied Philosophy, Epistemology and Rational Ethics, Springer Science+Business Media.
DirettoreCPL Computational Philosophy Laboratory, University of Pavia, Pavia, Italy.
Lista completa delle pubblicazionicf author's web page.

## MBR (Model-Based Reasoning) Convegni e Atti
Lorenzo Magnani ha promosso e diretto i seguenti convegni internazionali :
- MBR 98: Model-based reasoning in Scientific Discovery, with Nancy J. Nersessian and Paul Thagard, in Italy.
- MBR 01: Model-Based Reasoning: Scientific Discovery, Technological innovation, Values, with Nancy J. Nersessian, in Italy.
- E-CAP 2004: European Computing and Philosophy Conference, in Italy.
- MBR 04: Model-Based Reasoning in Science and Engineering, Abduction, Visualization, and Simulation, in Italy.
- MBR 06: Model-Based Reasoning in Science and Medicine, with P. Li, in China.
- MBR 09: Model-Based Reasoning in Science and Technology, with Walter Carnielli, in Brazil.
- MBR 012: Model-Based Reasoning in Science and Technology. Theoretical and Cognitive Issues, in Italy.
- MBR 015: Model-Based Reasoning in Science and Technology. Models and Inferences: Logical, Epistemological, and Cognitive Issues, in Italy.
- MBR 018: Model-Based Reasoning in Science and Technology. Inferential Models for Logic, Language, Cognition and Computation, with Angel Nepomuceno Fernandez and Francisco Salguero Lamillar, 20th Anniversary, In Spain.

Ha anche curato vari libri in cinese (cfr. copra) e molti numeri speciali di riviste internazionali prevalentemente derivanti dai convegno MBR prima indicati.